# Kreatin kinaza
Kreatin kinaza (EC 2.7.3.2, ATP:kreatin fosfotransferaza, CK, MM-CK, MB-CK, BB-CK, kreatinska fosfokinaza, kreatinska fosfotransferaza, fosfokreatinska kinaza, adenozin trifosfat-kreatinska transfosforilaza, Mi-CK, CK-BB, CK-MM, CK-MB, CKMiMi, MiMi-CK) je enzim sa sistematskim imenom ATP:kreatin N-fosfotransferaza. Ovaj enzim katalizuje sledeću hemijsku reakciju
ATP + kreatin {\displaystyle \rightleftharpoons } ADP + fosfokreatin
N-etilglikocijamin takođe može da deluje kao akceptor.

## Spoljašnje veze
- Creatine+kinase на 